# Scituloglaucytes muiri
Scituloglaucytes muiri är en skalbaggsart som först beskrevs av J. Linsley Gressitt 1940.  Scituloglaucytes muiri ingår i släktet Scituloglaucytes och familjen långhorningar.
Artens utbredningsområde är Fiji. Inga underarter finns listade i Catalogue of Life.